# Johannes Müller Argoviensis
Johannes Müller (ur. 9 maja 1828 w Teufenthal, zm. 28 stycznia 1896 w Genewie) – szwajcarski botanik i mykolog. Publikował pod nazwą Johannes Müller Argoviensis, aby odróżnić się od innych przyrodników o podobnych nazwach.

## Życiorys
Müller urodził się w rodzinie rolników w Teufenthal w Szwajcarii. Uczył się w gimnazjum w Reinach, a następnie ws szkole przemysłowej w Argowii, gdzie pasjonował się botaniką i matematyką. Zachęcony przez Hansa Schinza sporządził zielnik kantonu Argowia. W latach 1850 i 1851 studiował w Genewie, gdzie zapoznał się z wybitnymi botanikami Edmondem Boissierem i Augustin Pyramus de Candolle, który zaoferował mu wolne stanowisko kustosza swojego zielnika. Wiosną 1851 r. wraz z  Jeanem Étienne Duby zbierali w południowej Francji rośliny do zielnika. Okazy te znalazły się później w zielnikach w różnych miejscach Europy. W następnym roku wraz z Boissierem zbierał rośliny Alpach Sabaudzkich, w Dolinie Aosty i w Piemoncie.
W 1868 r. został w Genewie instruktorem odpowiedzialnym za nauczanie botaniki medycznej i farmaceutycznej w Akademii Genewskiej. Od 1871 r. do 1876 był jej rektorem. W 1889 r. ze względów zdrowotnych przeszedł na emeryturę. Już na emeryturze, aż do śmierci, pełnił funkcję kustosza zielnika Delessert i dyrektora genewskiego ogrodu botanicznego.
Od 1878 do 1882 pełnił funkcję prezesa Botanical Society of Geneva. Był członkiem Linnaean Society of London, German Botanical Society, Royal Botanical Society of Belgium i innych towarzystw akademickich.

## Praca naukowa
Pierwsze jego dzieło pt. Monographie de la famille des Résédacées w 1857 r. opublikowało Szwajcarskie Towarzystwo Nauk Przyrodniczych. Otrzymał za nie nagrodę Candollego  i doktorat z filozofii na Uniwersytecie w Zurychu. Później opublikował prace o wilczomleczowatych ( Euphorbiaceae), toinowatych (Apocynaceae) oraz o mchach i grzybach. W 1862 r. opublikował katalog porostów, który w owych czasach uznany został za dzieło wzorcowe.
Opisał nowe gatunki roślin i grzybów. W nazwach naukowych utworzonych przez niego taksonów dodawany jest skrót jego nazwiska Müll. Arg. Uhonorowano go, od jego nazwiska tworząc nazwy taksonów Muellerargia i Psychotria argoviensis.